# シルエット・ロマンス
「シルエット・ロマンス」（Silhouette Romance）は、かつてサンリオが刊行していた恋愛小説の新書レーベル。また、そのレーベルのイメージソングとして製作された楽曲。

## 新書レーベル
ハーレクイン・ロマンスの流行に対抗する形でサンリオが米シルエット（Silhouette）社と契約し、1981年9月より刊行を開始した。「サンリオロマンスコミックス」として小説の漫画化も行なわれた。
1985年5月より版権がハーレクインに移行し、2006年12月をもって休刊した。レーベルの座付き作家はハーレクイン・イマージュレーベルに移籍した。

## 楽曲「シルエット・ロマンス」
上記のイメージソングとして、来生えつこ作詞・来生たかお作曲・大橋純子歌唱により、1981年11月25日にレコードが発売された。担当ディレクターの北澤康隆は、当初、編曲を大野雄二に依頼し本人の承諾を得ていたものの、所属事務所から多忙を理由に断られたため、大野から紹介された鈴木宏昌をアレンジャーに起用した。

### 受賞経歴
1982年に開催された第24回日本レコード大賞の最優秀歌唱賞を受賞した。北島三郎（当時の所属事務所の実質的オーナー）と田中邦衛（大橋のファン）が特別ゲストとして祝福に訪れ、両者に見守られる中、熱唱した。

### チャート成績
発売当初の売れ行きは低調であったが、翌1982年に入ってじわじわと売れ始め、5月24日付のオリコンで最高位の7位を記録し、その後もロングヒットを続けた。累計売上は48万枚または55万枚。またTBS系の音楽番組『ザ・ベストテン』でも、1978年の「たそがれマイ・ラブ」以来4年ぶりにランクインを果たした。

### 収録曲
1. シルエット・ロマンス
作詞：来生えつこ、作曲：来生たかお、編曲：鈴木宏昌
2. 過ぎてきた河
作詞：伊藤アキラ、作曲・編曲：樋口康雄
  - フジテレビ系ドラマ『嫁がず、出もどり、小姑』主題歌

### カバー
詳細は来生たかお関連作品#被カヴァー曲を参照。

### エピソード
- それまでタイアップ・シングルを何度か発表していたが、なかなか期待した成果を挙げられずにいた中、タイアップはこれが最後と決め「初めて'売れたい'と思いましたよ」とヒットに結びついた想いを大橋自身が語っている。[7]
- 2003年6月4日発売のアルバム『June』には、「シルエット・ロマンス」と同じ作詞・作曲コンビにより、本楽曲の主人公2人の22年後という設定のアンサーソング「二人のアフタヌーン」が収録されている[8]。

- 和歌山毒物カレー事件で逮捕された林眞須美は、2006年に著書「死刑判決は『シルエット・ロマンス』を聴きながら 林眞須美 家族との書簡集」を出版した。林の4人の子供がラジオ番組に「ママの大好きな曲」として「シルエット・ロマンス」をリクエストし、拘置所でその放送を聴いた林が声を出して泣いたエピソードがタイトルの由来となっている[9]。来生たかおは2009年のコンサートでこの本をMCの話題に取り上げた後、「シルエット・ロマンス」を披露している。